# AKTスーパーニュース
『AKTスーパーニュース』（エイケイティースーパーニュース）は、秋田テレビで1998年3月30日から2015年3月29日まで生放送されていた夕方の秋田県向けローカルワイドニュース番組。

## 番組概要
- 1998年3月30日に『FNNザ・ヒューマンあきた』の後継番組として放送開始。その後、「情報ステーションi455」の終了に伴い、2002年12月2日から17時台のネットを開始した。

## 放送時間
| 期間      | 期間      | 放送時間（JST）         | 放送時間（JST）       | 放送時間（JST）       |
| 期間      | 期間      | 月曜日 - 金曜日         | 土曜日                | 日曜日                |
| --------- | --------- | ----------------------- | --------------------- | --------------------- |
| 1998.3.30 | 2000.4.2  | 17:55 - 19:00（65分）   | 18:00 - 18:25（25分） | 17:30 - 18:00（30分） |
| 2000.4.3  | 2001.4.1  | 17:54 - 19:00（66分）   | 18:00 - 18:25（25分） | 17:30 - 18:00（30分） |
| 2001.4.2  | 2002.12.1 | 17:54 - 19:00（66分）   | 17:30 - 17:55（25分） | 17:30 - 17:55（25分） |
| 2002.12.2 | 2005.3.31 | 16:59 - 19:00（121分）  | 17:30 - 17:55（25分） | 17:30 - 17:55（25分） |
| 2005.4.1  | 2007.9.30 | 16:55 - 19:00（125分）  | 17:30 - 17:55（25分） | 17:30 - 17:55（25分） |
| 2007.10.1 | 2012.9.30 | 16:53 - 19:00（127分）※ | 17:30 - 17:55（25分） | 17:30 - 17:55（25分） |
| 2012.10.1 | 2015.3.29 | 16:50 - 19:00（130分）  | 17:30 - 17:55（25分） | 17:30 - 17:55（25分） |

※2012年4月から番組終了まで、木曜日は18:55で終了していた。

## 番組の内容など
- 県内ニュースはもちろん、県内の天気予報を伝える「スーパーウェザー」や、県内のスポーツ情報を紹介する「スーパースポーツ」、関東地区のコーナー「スーパー特報」を遅れて（あるいは東京に合わせて）放送していた。

- 金曜日は、一週間の出来事を振り返る「スーパーニュースウィークリー」、交通安全を呼びかける「スーパーニュース交通安全キャンペーン」などのコーナーがあった。

- ほかにも視聴者が投稿したビデオを紹介する「Myビデオコレクション」といったコーナーも不定期に行っていた。

- 『WEEKEND』内での天気予報は、直前の17:25から5分間の独立番組で放送されているため、放送されていない。

## 出演者

### 平日版
| 期間      | 期間       | メインキャスター | メインキャスター | メインキャスター | メインキャスター | ウィークリーキャスター | スポーツ        | フィールドキャスター | 天気       |
| 期間      | 期間       | 男性             | 男性             | 女性             | 女性             | ウィークリーキャスター | スポーツ        | フィールドキャスター | 天気       |
| 期間      | 期間       | 月曜 - 木曜      | 金曜             | 月曜 - 木曜      | 金曜             | ウィークリーキャスター | スポーツ        | フィールドキャスター | 天気       |
| --------- | ---------- | ---------------- | ---------------- | ---------------- | ---------------- | ---------------------- | --------------- | -------------------- | ---------- |
| 1998.3.30 | 2000.3.31  | 石塚真人         | 石塚真人         | 佐々木恵子       | 佐々木恵子       | （不在）               | 藤田智彦        | （不在）             | （不在）   |
| 2000.4.3  | 2001.3.30  | 石塚真人         | 石塚真人         | 綿引かおる       | 綿引かおる       | （不在）               | （不在）        | （不在）             | （不在）   |
| 2001.4.2  | 2003.12.29 | 鈴木陽悦         | 鈴木陽悦         | 武藤綾子         | 武藤綾子         | （不在）               | （不在）        | （不在）             | （不在）   |
| 2004.1.5  | 2005.4.1   | 武田哲哉         | 武田哲哉         | 武藤綾子         | 武藤綾子         | （不在）               | （不在）        | （不在）             | （不在）   |
| 2005.4.4  | 2006.9.29  | 武田哲哉         | 武田哲哉         | 武藤綾子         | 武藤綾子         | （不在）               | 片桐千晶        | （不在）             | （不在）   |
| 2006.10.2 | 2007.3.30  | 武田哲哉         | 武田哲哉         | 武藤綾子         | 武藤綾子         | （不在）               | 片桐千晶        | （不在）             | 後藤美菜子 |
| 2007.4.2  | 2008.3.28  | 武田哲哉         | 武田哲哉         | 後藤美菜子       | 後藤美菜子       | （不在）               | 千田剛裕        | （不在）             | （不在）   |
| 2008.3.31 | 2009.3.27  | 武田哲哉         | 武田哲哉         | 後藤美菜子       | 後藤美菜子       | （不在）               | 片桐千晶        | （不在）             | （不在）   |
| 2009.3.30 | 2010.3.26  | 武田哲哉         | 武田哲哉         | 後藤美菜子       | 後藤美菜子       | （不在）               | 石井資子        | （不在）             | 石井資子   |
| 2010.3.29 | 2011.3.25  | 武田哲哉         | 武田哲哉         | 管奈央子         | 管奈央子         | （不在）               | 石井資子        | （不在）             | 石井資子   |
| 2011.3.28 | 2012.3.30  | 武田哲哉         | 武田哲哉         | 管奈央子         | 管奈央子         | （不在）               | （不在）        | （不在）             | 石井資子   |
| 2012.4.2  | 2012.9.28  | 熊坂良           | 熊坂良           | 後藤美菜子       | 後藤美菜子       | （不在）               | 竹島知郁        | （不在）             | 加藤未来   |
| 2012.10.1 | 2013.3.29  | 熊坂良           | 熊坂良           | 後藤美菜子       | 後藤美菜子       | 武田哲哉               | 竹島知郁        | 竹島知郁 長島瑞穂    | 加藤未来   |
| 2013.4.1  | 2014.3.28  | 熊坂良           | 武田哲哉         | 後藤美菜子       | 石井資子         | （不在）               | 竹島知郁        | 竹島知郁 長島瑞穂    | 加藤未来   |
| 2014.3.31 | 2015.3.27  | 武田哲哉         | 武田哲哉         | 石井資子         | 石井資子         | （不在）               | 竹島知郁 関陽樹 | （不在）             | 八代星子   |

鈴木は参院選出馬準備のため、2003年の年末スペシャルをもって本番組を降板。
「時事真論」担当
- 2008.10.1 - 2009.9.30：石塚真人

### 週末版
- 谷桐子
- 後藤美菜子（土曜日）
- 石井資子（土曜日）
- 熊坂良（日曜日）
- 塩田耕一
- 滝沢雄一
- 高橋朋弘
- 千田剛裕
- 中村和枝
- 平田晶子
- 後藤美咲（現：小山美咲）
- 片桐千晶

## 備考
- 週末は定時ニュース用のフロアから放送する。テロップも紙焼きの別物を2001年まで使用していた。
- 「スーパーニュースあきた」と呼ぶ場合もあった。
- 秋田テレビでは、地上デジタルテレビ放送の試験放送が2006年7月25日より始まったが、ハイビジョン（HD）制作になったのは同年8月21日から。
- 10月1日の地デジ本放送開始に合わせて、スタジオのセットも一新され、奥行きのあるものとなった。
- 2007年4月から毎週金曜日にタカラスタンダードがレギュラースポンサーとなっていた。（これはスポンサー提供番組のキー局がTBS系へ移動したためである。=秋田地区はTBS系の系列局がないため。）
- これまで秋田テレビのニュース番組では、テロップにラムダシステムズ社の「太ラムダ体」というフォントを長らく使用していた。文字サイズが小さかったため見づらかった。しかし、2008年1月4日よりラムダシステムズ社の「N‐太角ゴシック」に変更したことによって解消された。
- また、全国向けのニュースの際はフジテレビにテロップ送出を任せていることが多く、秋田テレビからテロップを送出するのは極稀であった。
- 2012年1月4日より、出演者のテロップやニュース項目のテロップがリニューアルされた。
- 2012年4月2日より、スタジオセットがリニューアルされた。また、同年4月5日より、「あきたびじょんプラス」が放送されるため、木曜日の放送時間が短縮された。
- 新聞のテレビ欄やテレビの電子番組表では17:54からの枠は「AKTスーパーニュース」となっているが画面には以前は「AKTスーパーニュース」とAKTから送出していたが現在は「FNNスーパーニュース」とAKTより送出し表示していた。
- 2003年頃のOPはBGMはフジと同じだが効果音が独自でタイトルコールが入ったものだった。
- 2012年10月8日より、OPが独自のものになった。
- 週末版のエンディングは、番組終了時点で、番組タイトルは前代のものが、BGMは2代前(番組初期)のものを使用していた。

## AKT歴代の夕方ニュース
| 期間      | 期間      | 平日                   | 週末                           |
| --------- | --------- | ---------------------- | ------------------------------ |
| 1969.10.1 | 1976.3.31 | AKTニュース            | AKTニュース                    |
| 1976.4.1  | 1978.4.2  | ニュース6:15あきた     | FNNテレビ土曜・日曜夕刊        |
| 1978.4.3  | 1989.4.2  | テレポートあきた       | AKTニュース                    |
| 1989.4.3  | 1997.3.30 | スーパータイムあきた   | AKTニュース                    |
| 1997.3.31 | 1998.3.29 | ザ・ヒューマンあきた   | ザ・ヒューマンあきた           |
| 1998.3.30 | 2001.4.1  | AKTスーパーニュース    | AKTスーパーニュース FNN        |
| 2001.4.2  | 2008.3.30 | AKTスーパーニュース    | FNN AKTスーパーニュースWEEKEND |
| 2008.3.31 | 2015.3.29 | AKTスーパーニュース    | FNNスーパーニュースWEEKEND     |
| 2015.3.30 | 2018.4.1  | AKT みんなのニュース   | AKT みんなのニュース Weekend   |
| 2018.4.2  | 2019.3.31 | プライムニュースあきた | プライムニュースあきた         |
| 2019.4.1  |           | Live News あきた       | Live News あきた               |